# Evento del kiloaño 4-2

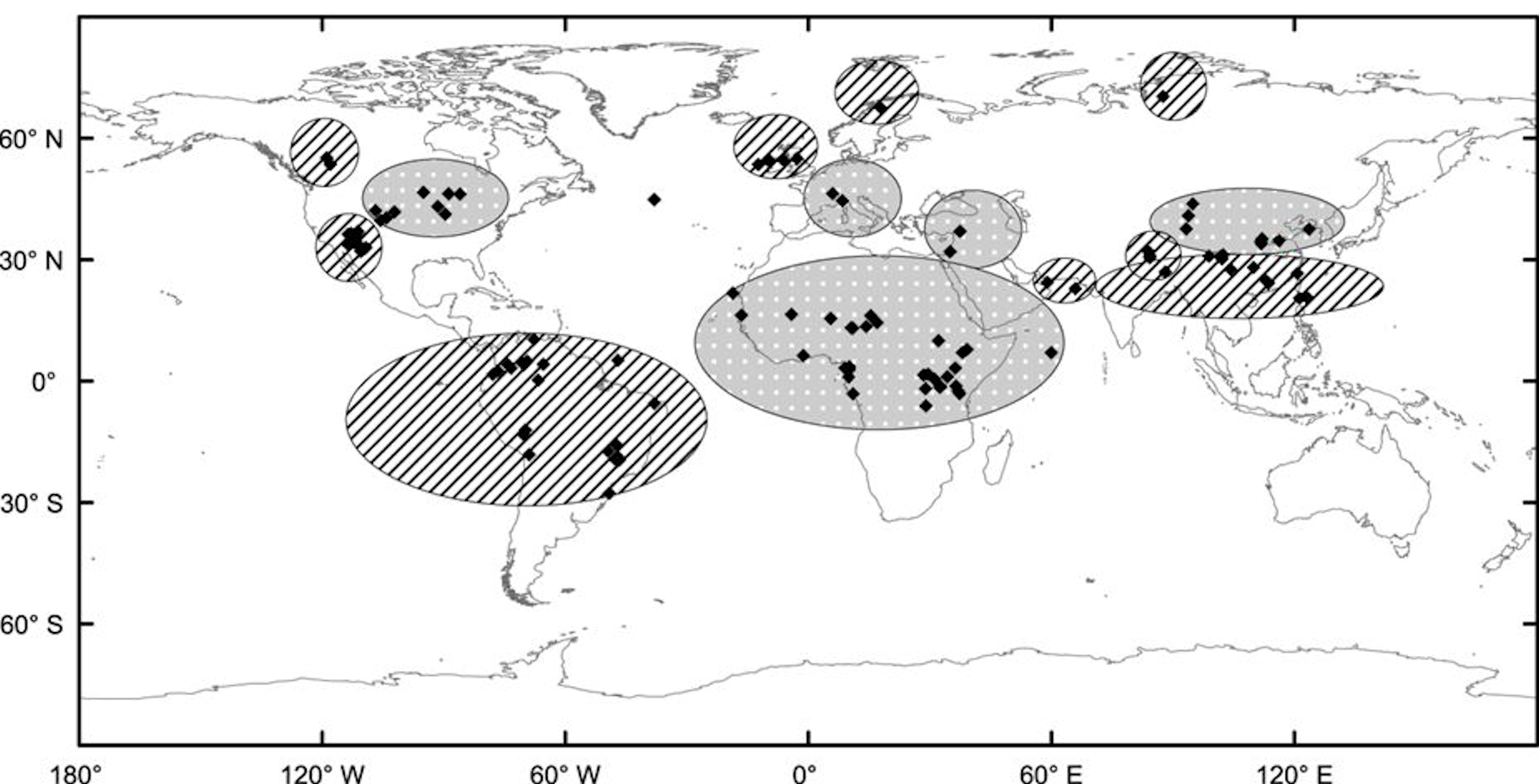
Distribución mundial del suceso de 4,2 kiloaños. Las zonas sombreadas se vieron afectadas por condiciones de humedad o inundaciones, y las zonas punteadas por sequías o tormentas de polvo.

El evento de aridificación de 4,2 kiloaños fue uno de los sucesos climáticos más severos de la época del Holoceno. Define el comienzo de la actual edad Megalayense. Comenzó alrededor del año 2200 a. C., y probablemente duró todo el siglo XX a. C. Se ha planteado la hipótesis de que pudiera haber causado el colapso del Imperio Antiguo de Egipto, así como del Imperio acadio en Mesopotamia, y de la Cultura de Liangzhu en la zona baja del río Yangtsé. La sequía también puede haber iniciado el colapso de la cultura del Valle del Indo, con parte de su población desplazándose hacia el sudeste para seguir el movimiento de su hábitat deseado, así como la migración de personas de habla indoeuropea hacia la India. Algunos científicos no están de acuerdo con esta conclusión y señalan que el evento no fue una sequía global, ni sucedió en una línea de tiempo definida.

## Pruebas

La temperatura central de Groenlandia reconstruida. A diferencia del suceso de 8,2 kiloaños, el suceso de 4,2 kiloaños no tiene una señal prominente en el núcleo de hielo del Gisp2 que tiene un inicio a 4,2 ka BP.

Se registra una fase de aridez intensa de alrededor de 4,2 kiloaños en el norte de África, Oriente Medio, el mar Rojo, la península arábiga, el subcontinente indio, y en la región medio continental de América del Norte. Los glaciares de las cordilleras del oeste de Canadá avanzaron más o menos en esta época. También se han encontrado pruebas en una colada en una cueva italiana, en la capa de hielo del Kilimanjaro, y en el hielo de un glaciar andino. El inicio de la aridificación en Mesopotamia alrededor del año 2150 a. C. también coincidió con un evento de enfriamiento en el Atlántico Norte, conocido como el ciclo de Bond 3. A pesar de esto, las pruebas del suceso del kiloaño 4,2 en el norte de Europa es ambigua, lo que sugiere que el origen y el efecto de este suceso es espacialmente complejo. En 2018, la Comisión Internacional de Estratigrafía dividió la época del Holoceno en tres, denominando al Holoceno tardío la era Megalayense, comenzando alrededor de 2250 a. C. El estratotipo límite es un espeleotema en la cueva Mawmluh en la India, y el estratotipo auxiliar global es un núcleo de hielo del monte Logan en Canadá. Algunos científicos no están de acuerdo con esta conclusión y señalan que el evento no fue una sequía global ni sucedió en una línea de tiempo clara. Jessica Tierney, paleoclimatóloga de la Universidad de Arizona en Tucson, supone que los científicos accidentalmente «amontonaron pruebas de otras sequías y períodos húmedos, a veces a siglos de distancia del acontecimiento».

## Efectos

### Península ibérica
En la península ibérica, se cree que la construcción de asentamientos del tipo de las motillas en el período posterior al año 2200 a. C. es consecuencia de la severa aridificación que afectó esta zona. Según Moreno et al., quienes informaron de la primera investigación paleohidrogeológica interdisciplinaria en La Mancha, España,
Estudios recientes muestran que los yacimientos «motilla» de la Edad del Bronce en La Mancha pueden ser el sistema más antiguo de recolección de agua subterránea en la península ibérica. Estos fueron construidos durante el evento Climático del kiloaño 4,2 a. C. en una época de estrés ambiental debido a un período de sequía severa y prolongada. El análisis de los autores verificó una relación entre el sustrato geológico y la distribución espacial de las motillas.

### Antiguo Egipto
Alrededor del año 2150 a. C., el Imperio Antiguo de Egipto fue golpeado por una serie de inundaciones del Nilo excepcionalmente bajas. Esto puede haber influido en el colapso del gobierno centralizado en el antiguo Egipto después de una hambruna.

### Península arábiga
En la región del Golfo Pérsico, hay un cambio repentino en el patrón de asentamiento, en el estilo de cerámica y en las tumbas en este momento. La sequía del siglo XXII a. C. marca el final de la cultura Umm Al-Nar y el cambio a la cultura de Wadi Suq.

### Mesopotamia
La aridificación de Mesopotamia puede haber estado relacionada con la aparición de temperaturas más frías en el Atlántico Norte (el ciclo de Bond 3). Los análisis del registro instrumental moderno muestran que grandes reducciones interanuales (del 50 %) en el suministro de agua de Mesopotamia se producen cuando las temperaturas superficiales subpolares del Atlántico noroeste son anormalmente frías. Las cabeceras de los ríos Tigris y Éufrates se alimentan de la captura de la lluvia mediterránea invernal causadas por elevación. El Imperio acadio, en el año 2300 a. C., fue la segunda civilización en subsumir sociedades independientes en un solo estado (la primera fue el antiguo Egipto alrededor del año 3100 a. C.). Se ha afirmado que el colapso de este estado fue influenciado por una amplia sequía, que duró siglos. La evidencia arqueológica documenta el abandono generalizado de las llanuras agrícolas del norte de Mesopotamia y la dramática afluencia de refugiados en el sur de Mesopotamia, alrededor de 2170 a. C. Se construyó una muralla de 180 km de longitud, el «Repelente de amorritas», que atravesaba el centro de Mesopotamia para detener las incursiones nómadas al sur. Alrededor del año 2150 a. C., los Guti, que originalmente habitaban en los montes Zagros, derrotaron al desmoralizado ejército acadio, tomaron la ciudad de Akkad y la destruyeron alrededor del año 2115 a. C. El cambio agrícola generalizado en el Medio Oriente es visible a finales del tercer milenio antes de Cristo. El reasentamiento de las llanuras del norte por poblaciones sedentarias más pequeñas ocurrió cerca del año 1900 a. C., tres siglos después del colapso. Un estudio sobre los corales fósiles en Omán proporciona pruebas de que las prolongadas estaciones de invierno de Shamal, hace unos 4200 años, llevaron a la salinización de los campos de riego; por tanto, una drástica disminución en la producción de cultivos desencadenó una hambruna generalizada y, finalmente, el colapso del antiguo Imperio acadio.

### Asia centro-meridional e India
En el segundo milenio antes de Cristo, se produjo una aridificación generalizada en las estepas eurasiáticas y el sur de Asia. En las estepas, la vegetación cambió, impulsando «una mayor movilidad y la transición a la ganadería nómada». La escasez de agua también afectó fuertemente al sur de Asia:
Esta época fue un momento de gran agitación por razones ecológicas. La prolongada falta de lluvias causó una severa escasez de agua en grandes zonas, causando el colapso de las culturas urbanas sedentarias en Asia centro-meridional, Afganistán, Irán e India, y desencadenando migraciones en gran escala. Inevitablemente, los recién llegados llegaron para incorporarse y dominar las culturas posurbanas. Los centros urbanos de la cultura del Valle del Indo fueron abandonados y reemplazados por culturas locales dispares, debido al mismo cambio climático que afectó a las zonas vecinas de Oriente Medio. A partir de 2016, muchos estudiosos empezaron a creer que la sequía y la disminución del comercio con Egipto y Mesopotamia causaron el colapso de la civilización del Indo. El sistema del río Ghaggar-Hakra se alimentaba de la lluvia, y el suministro de agua dependía de los monzones. El clima del valle del Indo se volvió mucho más frío y seco desde, aproximadamente, el año 1800 a. C., debido a un debilitamiento general del monzón en esa época. El monzón indio disminuyó y la aridez aumentó, y el río Ghaggar-Hakra retractó su alcance hacia las laderas del Himalaya, dando lugar a inundaciones erráticas y menos extensas que hicieron que la agricultura de inundación fuera menos sostenible. La aridificación redujo el suministro de agua lo suficiente como para causar la desaparición de la civilización, y para dispersar su población hacia el este.

### China
La sequía puede haber causado el colapso de las culturas Neolíticas alrededor de China central durante el final del tercer milenio antes de Cristo. Al mismo tiempo, el alcance medio del río Amarillo vio una serie de inundaciones extraordinarias relacionadas con la legendaria figura de Yu el Grande. En la cuenca del río Yishu, la floreciente cultura Longshan se vio afectada por un enfriamiento que redujo severamente la producción de arroz. Esto provocó una disminución sustancial de la población y un menor número de sitios arqueológicos. Aproximadamente en el año 2000 a. C., la cultura Longshan fue desplazada por la cultura Yueshi, que tenía menos artefactos sofisticados de cerámica y bronce.